# Apgar skóre

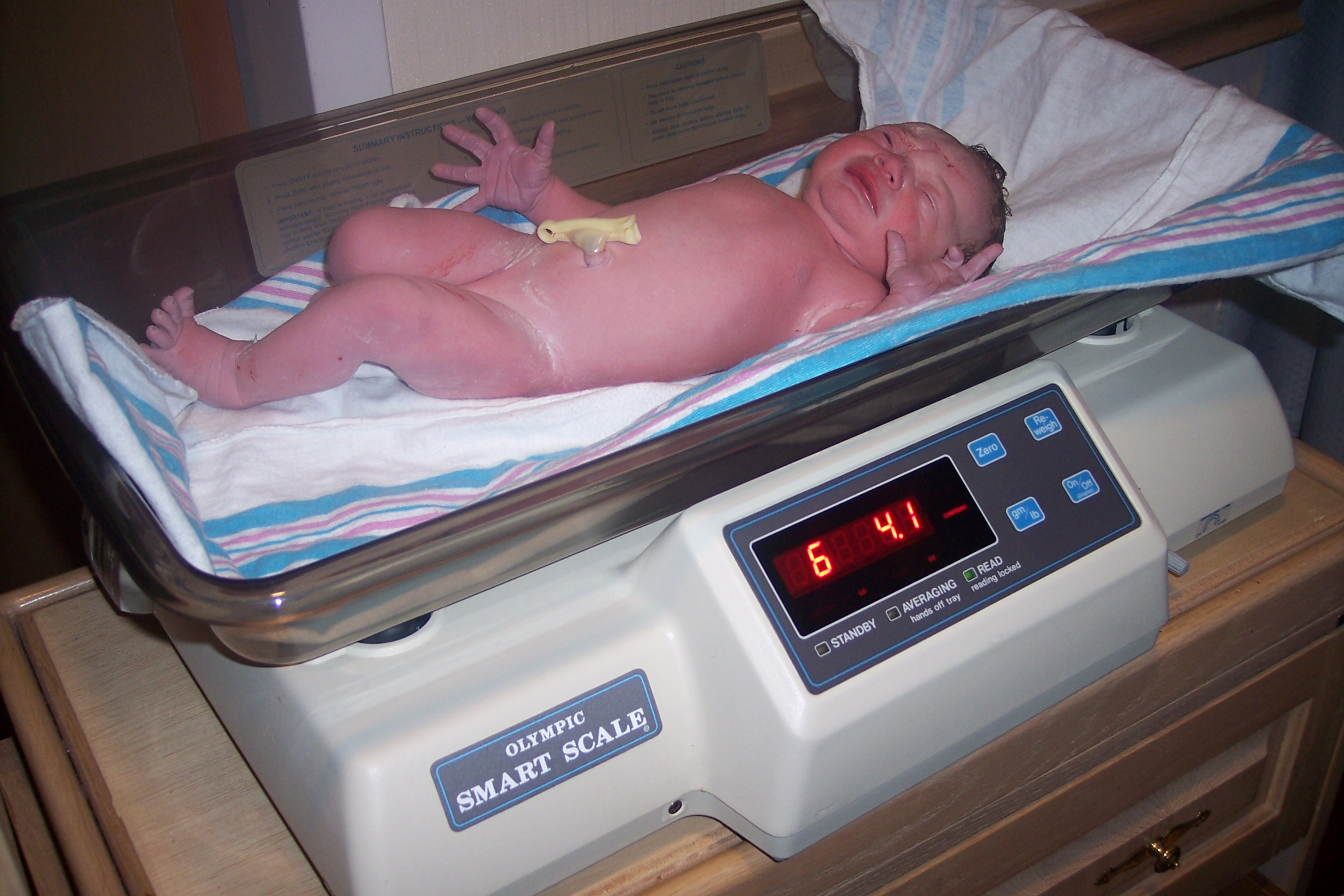
Novorozené dítě na váze

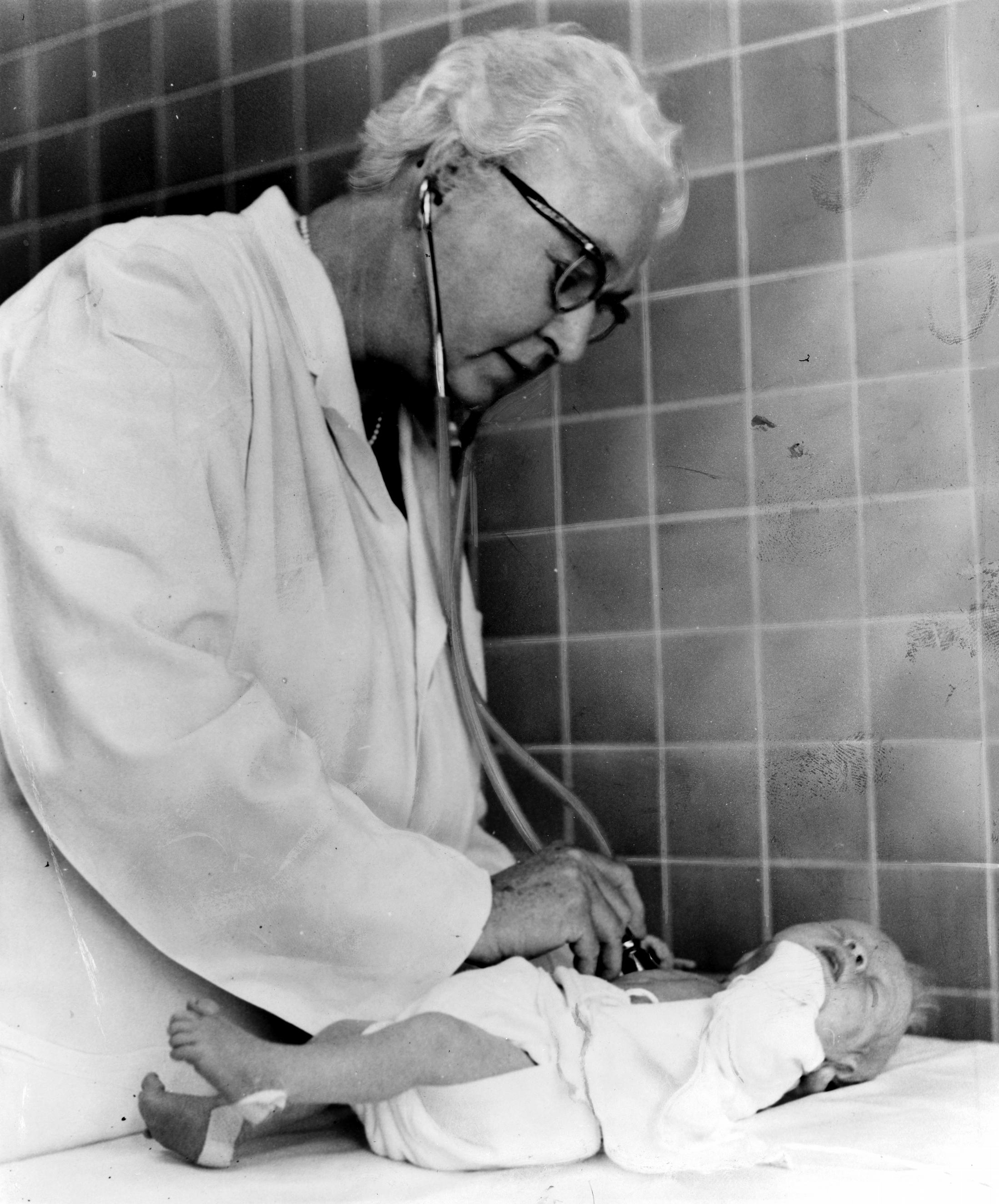
Virginia Apgarová při vyšetřování novorozence

Apgar skóre, Skóre Apgarové, Skóre podle Apgarové nebo Apgar test je označení pro mezinárodně užívaný bodovací systém používaný k orientačnímu posouzení zdravotního stavu novorozence bezprostředně po narození. Vyjadřuje se třemi čísly v rozpětí od nuly do desítky (například 9 – 10 – 10), které jsou součtem hodnot zjištěných v první, páté a desáté minutě života dítěte. Každé ze sledovaných kritérií (puls, dech, svalové napětí, reakce na podráždění a zabarvení kůže) novorozence je ohodnoceno nulou až dvěma body. Čím nižší hodnoty, tím méně příznivý je stav dítěte.
Za standardní stav se považuje Apgar skóre mezi 8 až 10 body. Čím nižší je součet bodů, tím více je ohrožen život dítěte. Novorozenec s méně než 5 body bude vyžadovat okamžitou lékařskou péči. Novorozenec s hodnocením mezi 5 a 7 body rovněž vyžaduje péči, která však nemusí být tak naléhavá. Stav novorozence krátce po jeho narození se jeví jako klíčová záležitost a Apgar skóre představuje objektivní souhrn atributů, na základě kterých se dá poměrně přesně posoudit aktuální stav novorozence. Ten se ovšem může rychle měnit a Apgar skóre stanovené po narození nemusí mít na další vývoj dítěte žádný vliv.
Apgar test je pojmenován podle americké lékařky Virginie Apgarové, která ho v roce 1952 vypracovala a o rok později publikovala. Od té doby se rychle rozšířil a stal se běžnou součástí neonatologie. Název testu nezavedla sama Virginia Apgarová, nýbrž teprve v roce 1963, tedy deset let po jeho publikaci, americký pediatr Joseph Butterfield, když ho použil v několika článcích, které k této problematice publikoval.
|    | Barva kůže            | Pulz        | Dýchání      | Tonus, aktivia       | Reakce na podráždění |
| -- | --------------------- | ----------- | ------------ | -------------------- | -------------------- |
| +2 | Růžová                | Nad 100/min | Silný křik   | Aktivní pohyby       | Kašel                |
| +1 | Akrocyanóza           | Pod 100/min | Nepravidelné | Slabá flexe končetin | Stažení obličeje     |
| +0 | Bledá, nebo namodralá | Pod 60/min  | Žádné        | Bez pohybu           | Žádné                |